# Karlijn Swinkels
Karlijn Swinkels née le 28 octobre 1998 à Handel, est une coureuse cycliste néerlandaise.
Sa sœur, Sylvie, est également cycliste professionnelle.

## Biographie
Le 19 octobre 2020, il est annoncé qu'elle rejoindra la nouvelle équipe Team Jumbo-Visma en 2021.
À l'Healthy Ageing Tour, Karlijn Swinkels est troisième de la première étape au sprint.

## Palmarès sur route

### Palmarès par années
- 2015
  - 3e du championnat des Pays-Bas sur route juniors
  - 3e du championnat des Pays-Bas du contre-la-montre juniors
- 2016
  -  Championne du monde du contre-la-montre juniors
  - 2e du championnat des Pays-Bas du contre-la-montre juniors
  - 3e de l'Healthy Ageing Tour juniors
- 2018
  - 7e du championnat d'Europe du contre-la-montre espoirs
- 2019
  - 1re étape du Tour de Burgos
- 2020
  - 7e du championnat d'Europe du contre-la-montre espoirs
- 2022
  - 2e de la Veenendaal-Veenendaal Classic
  - 3e du Simac Ladies Tour
- 2023
  - Tour de la Semois : 
    - Classement général
    - 1re et 2e étapes

  - 2e du Circuit de Borsele (contre-la-montre)
  - 4e de Gand-Wevelgem
  - 7e de la Classic Lorient Agglomération
  - 7e du Simac Ladies Tour
  - 8e du Tour de Drenthe
- 2024
  - Saint-Feuillien Grand Prix de Wallonie
  - Tour de la Semois
  - 2e du Trofeo Oro in Euro
  - 2e d'À travers le Hageland
  - 3e du Tour de Burgos
  - 5e de la Classic Lorient Agglomération
  - 6e du Trofeo Alfredo Binda-Comune di Cittiglio
  - 6e du Simac Ladies Tour
  - 10e du Tour des Flandres
- 2025
  - Trofeo Oro in Euro
  - 2e de la Cadel Evans Great Ocean Road Race
  - 2e de La Périgord Ladies
  - 3e du Tour de Grande-Bretagne
  - 5e du Tour des Émirats arabes unis

### Résultats sur les grands tours

#### Tour d'Italie
2 participations
- 2022 : 79e
- 2023 : 85e

#### Tour de France
4 participations :
- 2022 : 33e
- 2023 : 76e
- 2024 : 39e
- 2025 : abandon (5e étape)

#### Tour d'Espagne
1 participation
- 2024 : 36e

### Classements mondiaux
| Année                                 | 2017 | 2018 | 2019 | 2020 | 2021 | 2022 | 2023 | 2024 |
| ------------------------------------- | ---- | ---- | ---- | ---- | ---- | ---- | ---- | ---- |
| Classement UCI                        | 227e | 498e | 291e | 268e | 100e | 39e  | 45e  | 13e  |
| UCI World Tour                        | nc   | 169e | 124e | 110e | 128e | 38e  | 37e  | 14e  |
|                                       |      |      |      |      |      |      |      |      |
| Légende : nc = non classéSource : UCI |      |      |      |      |      |      |      |      |

## Palmarès en cyclo-cross
- 2015
  - 3e du championnat des Pays-Bas juniors